# Ирландско-французские отношения
Ирландско-французские отношения — двусторонние дипломатические отношения между Ирландией и Францией.

## История
В 1578 году был основан Ирландский колледж в Париже, который функционировал в форме католической школы для обучения ирландских студентов. В 1689 году Франция поддержала Ирландию во время Войны двух королей, чтобы вернуть короля Якова II на престол. В 1691 году был заключен Лимерикский договор и в течение следующих ста лет французская армия имела в своём составе Ирландскую бригаду. Ирландские военнослужащие французской армии получили известность под прозвищем Дикие гуси. Многие ирландские солдаты участвовали наравне с французами при колонизации Новой Франции.
В 1796 году, вдохновившись Великой французской революцией, Общество объединённых ирландцев организовало восстание против британского правления в Ирландии, которое стало известно как Ирландское восстание 1798 года во главе с революционером Вольфом Тоном. Франция поддержала восстание и в декабре 1796 года направила группу войск из 12 000 солдат в заливе Бэнтри (графство Корк), однако солдатам не удалось высадиться, так как их встречало около 40 000 британских солдат. В августе 1798 года французский флот высадил 1060 солдат в заливе Киллала (графство Мейо), под руководством генерала Жаном Жозефом Амаблем Юмбером. Ирландские повстанцы воевали вместе с французами против англичан, однако проиграли в Битве у Баллинамакка в сентябре 1798 года, после чего ирландские повстанцы были казнены, а выжившие французские солдаты были репатриированы во Францию. Последствия боя стали известны как Bliain na bhFrancach («Год французов»). В 1803 году Наполеон I распорядился создать Ирландский легион, который сражался во Франции во время Голландской экспедиции 1809 года и Пиренейских войнах. В 1815 году Ирландский легион был расформирован. В 1873 году Патрис де Мак-Магон стал первым президентом Франции ирландского происхождения.
В составе войск Британской империи ирландские солдаты сражались на стороне Франции во время Первой мировой войны (1914—1918), в том числе участвовали в битве на Сомме. В 1922 году Ирландское Свободное государство получило независимость от Великобритании. В 1929 году Ирландия открыла дипломатическую миссию в Париже и назначила своего первого посла в этой стране. В 1930 году Франция открыла дипломатическую миссию в Дублине. Во время Второй мировой войны (1939—1945) Ирландия была нейтральным государством, однако примерно 50 граждан этой страны присоединились к Движению Сопротивления, среди них был писатель Сэмюэл Беккет. После войны Франция и Ирландия продолжили поддерживать дипломатические отношения на уровне посольств.
В 1969 году президент Франции Шарль де Голль посетил с официальным визитом Ирландию, где провел встречу с ирландским президентом Имоном де Валерой. Между странами сложились близкие отношения, оба государства входят в состав Европейского союза. Франция является четвертым по величине туристическим центром для ирландцев. В 2010-х годах 9 000 французских граждан проживало в Ирландии, а 15 000 граждан Ирландии постоянно находилось во Франции.

## Торговля
В 2015 году товарооборот между странами составил сумму 8,9 млрд. евро. Экспорт Франции в Ирландию: химические и фармацевтические продукты. Экспортом Ирландии во Францию в основном представлен фармацевтическими продуктами. В 2015 году французские инвестиции в экономику Ирландии составили 17 млрд евро, около 350 компаний Франции представлены в этой стране. Ирландские инвестиции в экономику Франции составили сумму 5 млрд евро, около 200 компаний Ирландии работают во Франции, что делает Францию девятой по величине страной для Ирландии по вложению инвестиций.